# Kaduna United Football Club
Il Kaduna United Football Club è una società calcistica con sede a Kaduna in Nigeria.
Il club milita nella massima serie calcistica nigeriana.

## Rosa
| N. |                    | Ruolo | Calciatore                   |
| -- | ------------------ | ----- | ---------------------------- |
| 1  | Nigeria (bandiera) | P     | Chituru Igwe                 |
| 2  | Nigeria (bandiera) | D     | Patrick Sylvester Agada      |
| 6  | Nigeria (bandiera) | D     | Amao kazeem kunmi            |
| 8  | Nigeria (bandiera) | C     | Omoh Attah                   |
| 8  | Nigeria (bandiera) | C     | Tajudeen Abdulameed Olalekan |
| 10 | Nigeria (bandiera) | A     | Ezekiel Mba                  |
| 11 | Nigeria (bandiera) | A     | Shu'aibu Babangida           |
| 12 | Nigeria (bandiera) | P     | Ibrahim Pius                 |
| 16 | Nigeria (bandiera) | P     | Isah Musa                    |
| 19 | Nigeria (bandiera) | C     | Peter Benard Owoicho         |
| 27 | Nigeria (bandiera) | C     | Yusuf Bature                 |
| 28 | Nigeria (bandiera) | D     | Sulele Abdullahi             |
| 29 | Nigeria (bandiera) | A     | Femi Emmanuel Balogun        |
| 30 | Nigeria (bandiera) | P     | Chinedu Agwu                 |

| N. |                    | Ruolo | Calciatore       |
| -- | ------------------ | ----- | ---------------- |
| 36 | Nigeria (bandiera) | D     | Victor Ezema     |
| -  | Nigeria (bandiera) | P     | Ayobami Ojo      |
| -  | Nigeria (bandiera) | D     | Mada Alhassan    |
| -  | Nigeria (bandiera) | D     | Bola Bello       |
| -  | Nigeria (bandiera) | D     | Bashir Ayuba     |
| -  | Nigeria (bandiera) | C     | Murtala Muhammad |
| -  | Ghana (bandiera)   | C     | Clement Coffie   |
| -  | Ghana (bandiera)   | C     | Aboubakar Mahadi |
| -  | Nigeria (bandiera) | C     | Peter Dogara     |
| -  | Nigeria (bandiera) | C     | Kehinde Oyinlola |
| -  | Nigeria (bandiera) | A     | Abdul Akeem      |
| -  | Nigeria (bandiera) | A     | Jonathan Oduh    |
| -  | Nigeria (bandiera) | A     | Kingsley Elechi  |
| -  | Nigeria (bandiera) | A     | Oliver Insidibe  |

## Palmarès

### Competizioni nazionali
- Coppa di Nigeria: 1

2010

## Partecipazioni alle competizioni CAF
- CAF Confederation Cup: 1 partecipazione

2011 - quarti